# Arthrocereus spinosissimus
Arthrocereus spinosissimus är en kaktusväxtart som först beskrevs av Albert Frederik Hendrik Buining och Brederoo, och fick sitt nu gällande namn av Friedrich Ritter. Arthrocereus spinosissimus ingår i släktet Arthrocereus och familjen kaktusväxter. Inga underarter finns listade i Catalogue of Life.